# Christopher Asmes
Christopher Asmes, död 1658, var en estländsk organist i Tallinn.
Asmes var från Lübeck. Asmes blev omkring 1631 organist i Helgeandskyrkan och S:t Olavs kyrka i Reval. Han avled 1658.
Organisten Peter Hacke var elev till Asmes.